# 克列明納
49°12′8″N 26°29′10″E / 49.20222°N 26.48611°E
克雷明納（烏克蘭語：Кремінна）是位於烏克蘭西部的村莊，由赫梅利尼茨基州裡赫梅利尼茨基區的霍羅多克市鎮負責管轄。該村始建於1547年，面積2.44平方公里，海拔高度273米，2001年人口1,133，人口密度每平方公里464.3人。